# Oldhamite
La oldhamite è un minerale, un solfuro di calcio, ferro, e magnesio appartenente al gruppo della galena.